# Crucișător

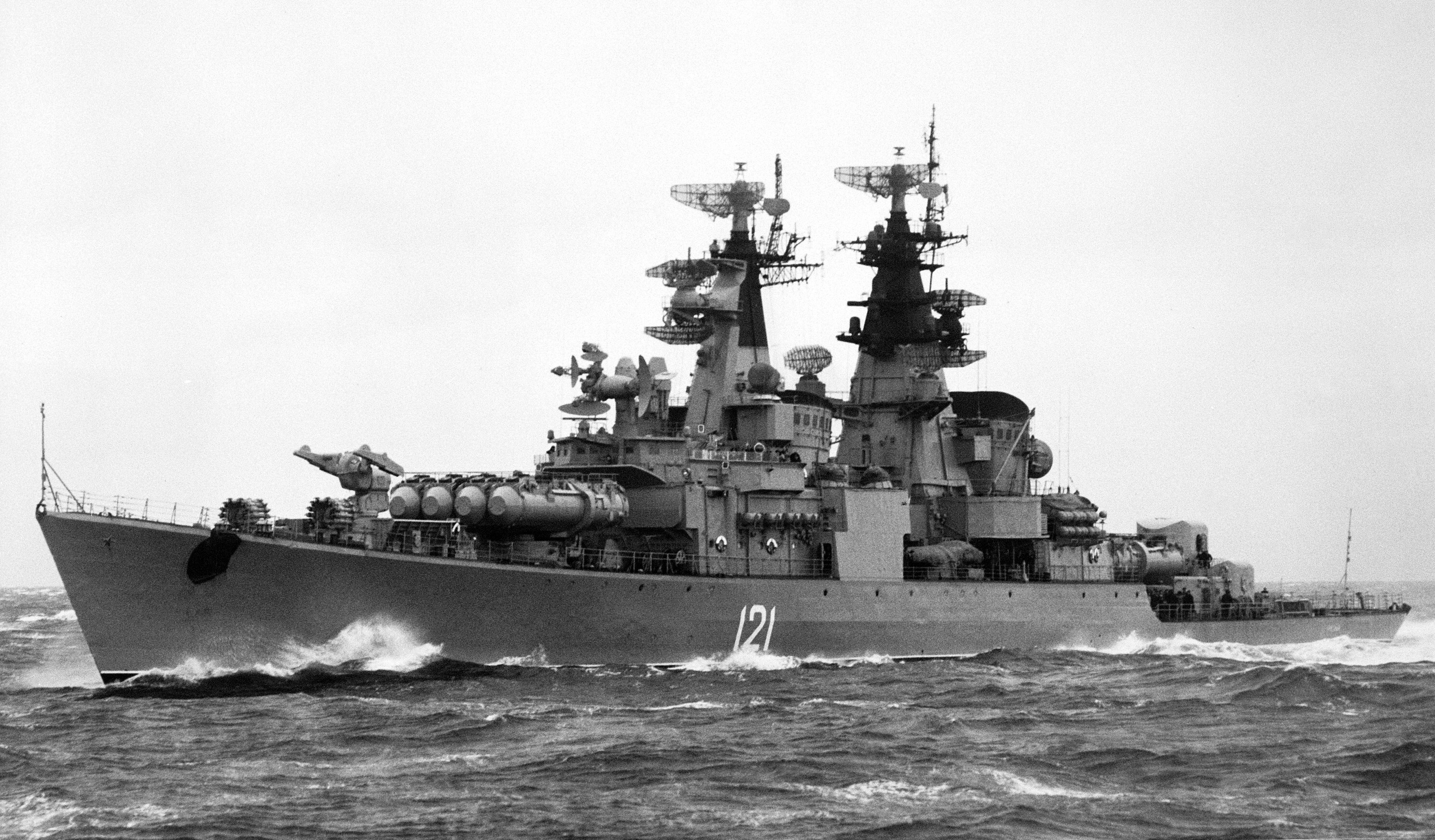
Crucişătorul Groznîi

Crucișător este o navă militară de luptă (de război) rapidă, mai ușoară decât cuirasatul, care servește ca avangardă într-o escadră, la recunoașteri etc. După cuirasat, este principala navă de luptă, ca deplasament, viteză și armament.
Termenul vine din limba olandeză, în care Kruiser înseamnă „ceva care încrucișează”. Termenul a fost preluat în limba germană ca Kreuzer iar în limba engleză ca cruising ship, respectiv cruiser.
Din punct de vedere istoric, denumirea se aplica celei mai mici nave care putea opera în misiuni independente, chiar dacă din punct de vedere al comenzii militare era încadrată într-o flotă. Alte tipuri de nave de luptă ca, de exemplu, distrugătoarele trebuiau să fie însoțite de nave de aprovizionare și sprijin logistic.
În prezent, în războiul naval modern, practic nu mai există crucișătoare, conform definiției istorice, dar unele nave continuă să fie numite crucișătoare, datorită categoriilor de misiuni pe care le pot îndeplini.